# داخل (دهشال)
داخل (بالفارسية: داخل) هي قرية تقع في إيران في قسم دهشال الريفي. يقدر عدد سكانها بـ 1,118 نسمة .